# Cementa, Liljeholmen

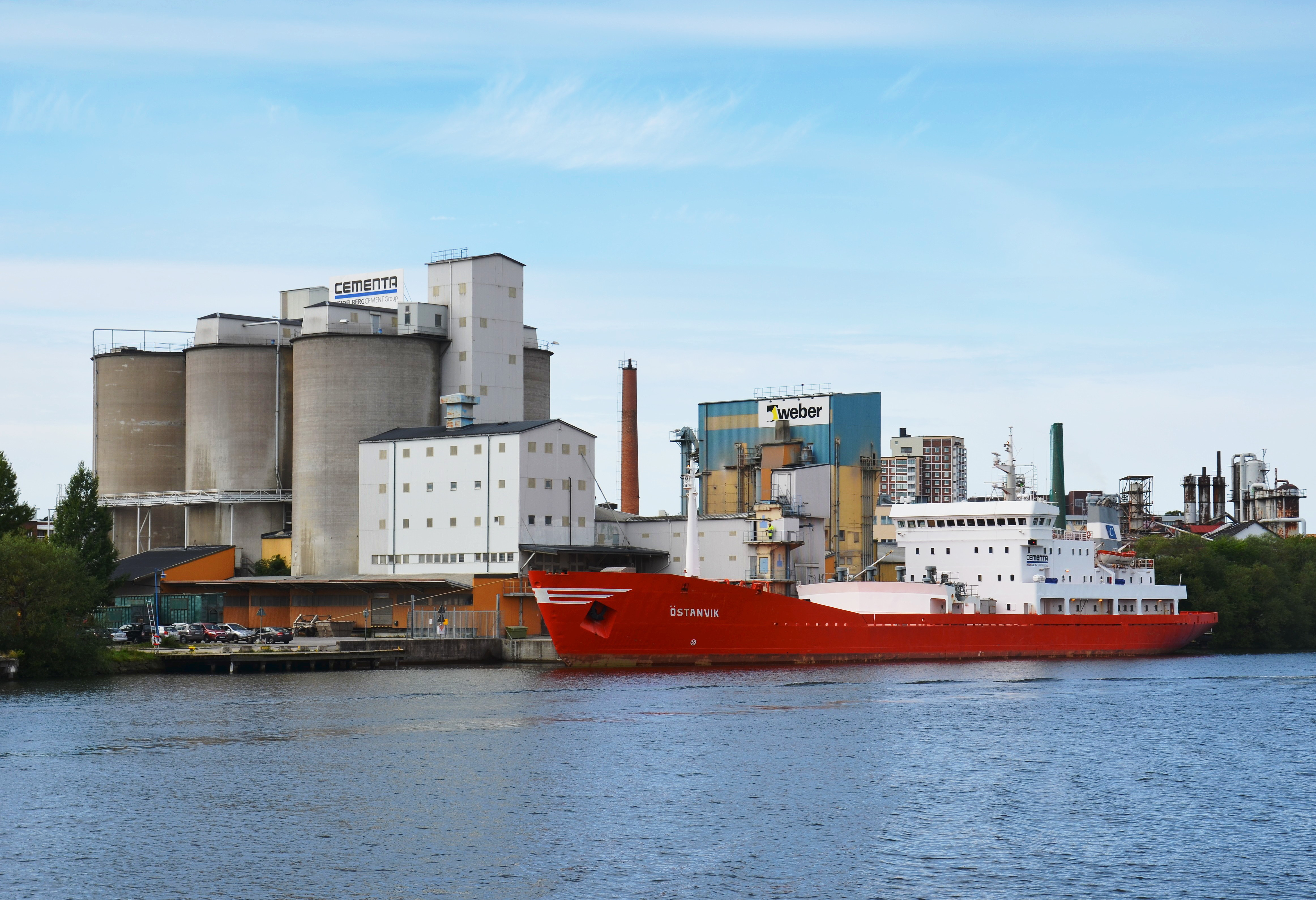
Cementa och Weber med M/S Östanvik på Lövholmen, 2012.

Cementas cementdepå i Stockholm ligger på kvarteret Lövholmen (fastigheten Lövholmen 15) vid Trekantsvägen i stadsdelen Liljeholmen. Anläggningen byggdes i slutet av 1940-talet för att ta emot cement från Stora Vika cementfabrik i Nynäshamns kommun. År 2014 såldes området för framtida bebyggelse med ungefär 600–800 bostäder. För närvarande (2022) utarbetas en vy detaljplan som innebär att kvarteren Liljeholmen och Färgeriet omvandlas från industriområde till ett nytt bostadsområde. Projektet ”Nya Lövholmen” beräknas ta cirka 10 till 15 år att genomföra.

## Historik

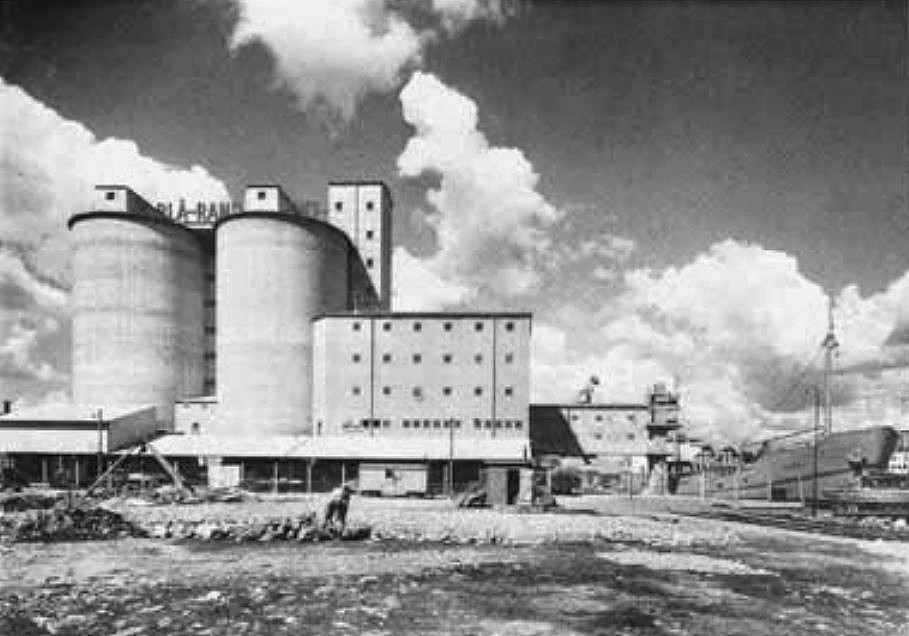
Silobyggnaden med fyra silor, 1953.

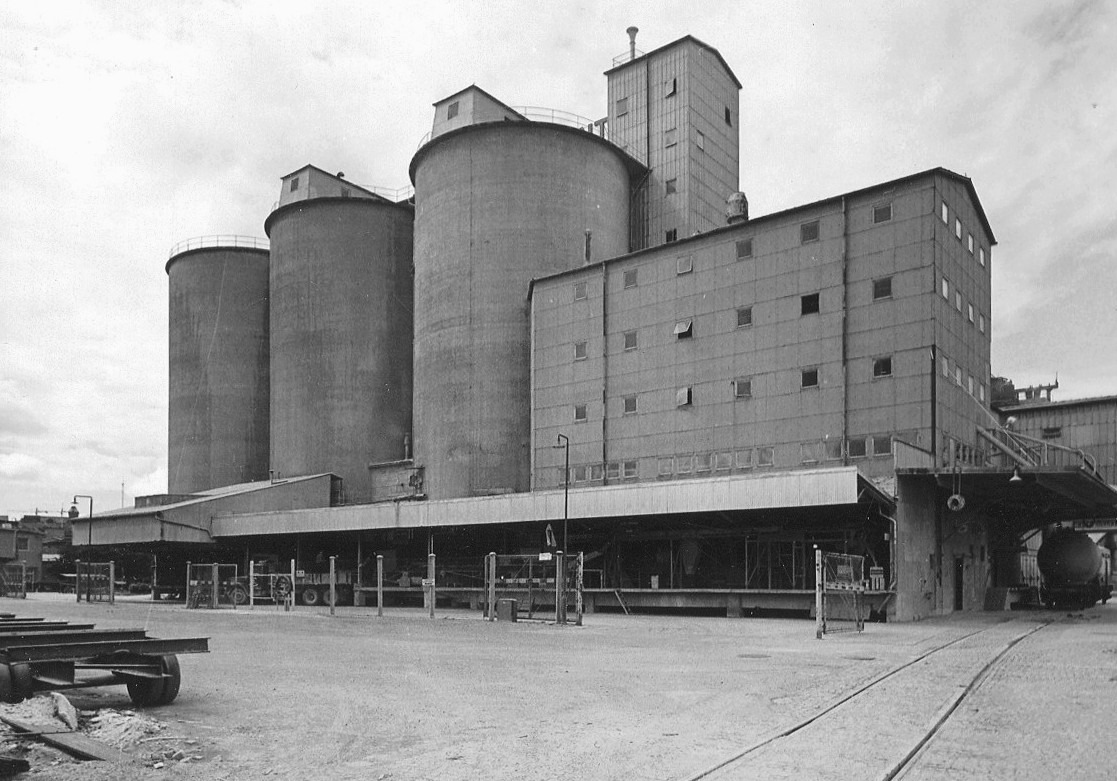
Silobyggnaden med sex silor, 1966.

Stora Vikas cement var avsedd för Stockholmsmarknaden och efterkrigstidens expanderande bostadsbyggande. Initiativtagare var dåvarande ägaren, Skånska Cement AB, nuvarande Cementa som ägs av Heidelberg cement. Samtidigt med byggstart för den nya cementfabriken vid Fållnäsviken i nuvarande Nynäshamns kommun sattes även planerings- och byggarbetena på Lövholmen i Stockholm igång. 
Området utvecklades från sent 1800-tal till ett industriområde för en rad olika industrier. Här låg bland annat Färgeriet Nya Blå Hand (1885– omkring 1896), Löfholmsvarvet (1893–1945), A.W. Friestedts fabriksaktiebolag (omkring 1896–1910), Katrinebergs Handels- och fabriksaktiebolag (1905– omkring 1908), Erik Ohlssons Sågverk och brädgård (1912–1920-tal) och Limhamns Träindustri (1926–1945). När Cementa etablerades sig på platsen övertogs några av de äldre industribyggnaderna (vilka ursprungligen uppförts för Friestedts fabrik) och byggdes om för att passa den nya verksamheten. För att kunna ta emot leveranserna från bolagets båda fartyg M/S Vika I och M/S Vika II byggdes en hamn med lager och omlastningsstation vid Liljeholmsviken på Lövholmen i Liljeholmen. En mindre vik vid det tidigare Löfholmsvarvet fylldes ut och en 100 meter lång betongkaj byggdes samt fyra silor med en diameter på 15,5 meter vardera och en kapacitet på sammanlagt 28 000 ton cement. Det motsvarade samma mängd som de fyra silorna i Stora Vika rymde. Mot Trekantsvägen uppfördes en ny personal- och verkstadsbyggnad. År 1959 tillkom ytterligare två silor och därefter genomfördes kontinuerliga moderniseringar av anläggningen.
För att kunna tillhandahålla cement i mindre kvantiteter byggdes en paketeringsanläggning för cement i papperssäckar, men huvudparten distribuerades i lösvikt med speciella tankbilar, så kallade bulkbilar, som företaget hade anskaffat. Cement i lösvikt kunde (och kan fortfarande) lastas på specialbyggda järnvägsvagnar som körs fram på det egna järnvägsspåret med anslutning till den numera nedlagda Liljeholmens station och vidare till Västra stambanans järnvägsnät. 
Utöver omlastnings- och paketeringsstation hade även koncernägda AB Karta & Oaxens Kalkbruk sin murbruksfabrik här. För dess behov av sand och grus byggdes en lossningsanläggning för sand som kom med fartyg. Från kajen anlades en kranbana som tippade sanden i stora sandfickor mitt på området. I den intilliggande murbruksfabriken skedde vidarebearbetningen. 
Hela anläggningen med ny- och ombyggnader ritades av arkitekt Gustaf Lettström, som samtidigt även utformade Stora Vikas bostadsområde (se artikeln om bruksorten Stora Vika). Silobyggnaden, en del av kajområdet samt några byggnader från A.W. Friestedts och Erik Ohlssons tid är grönklassade av Stadsmuseet i Stockholm vilket innebär ”att bebyggelsen representerar ett högt kulturhistoriskt värde och är särskilt värdefull från historisk, kulturhistorisk, miljömässig eller konstnärlig synpunkt”.

## Verksamheten fram till år 2015
Efter att cementfabriken i Stora Vika lagts ner 1981 hämtades cement till Liljeholmshamnen från Slite, Skövde och Degerhamn med Cementas specialbyggda cementfartyg, bland dem M/S Sunnanvik och M/S Östanvik.  År 2008 disponerades industrifastigheten Lövholmen 15 av Cementa (numera ägd av tyska Heidelberg cement) och Maxit AB (numera ägd av Saint-Gobain under namnet Weber). 
Cementas cementdepå försörjer hela Stockholmsregionen med cement och årligen hanteras här cirka 400 000 ton. Till Cementas hamn på Lövholmen anländer cirka 120 fartyg per år. Lossningen från fartyg till silon sker via ett slutet system. Lastning av cement i lösvikt från silon till bulkbilar kan skötas av chaufförerna själva eftersom påfyllningen styrs av ett automatiskt våg- och utlastningssystem. Varje arbetsdag avgår mellan 35 och 40 bulkbilar med cement till Stockholmsområdet. Maxits/Webers verksamhet består av tillverkning av murbruk som huvudsakligen distribueras i papperssäckar. Produktionen uppgick år 2006 till cirka 60 000 ton.

## Bilder

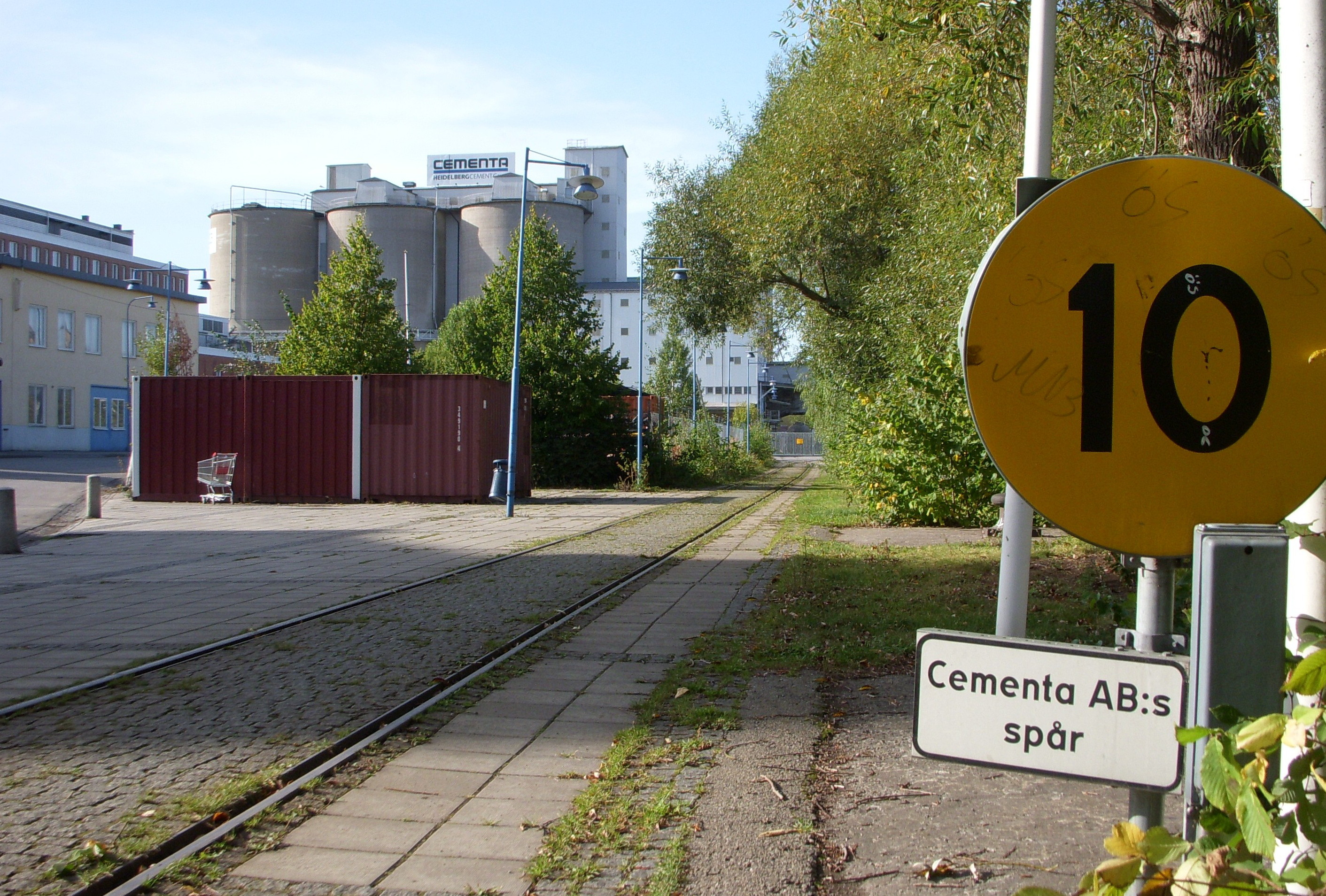
Cementas industrispår 2009.
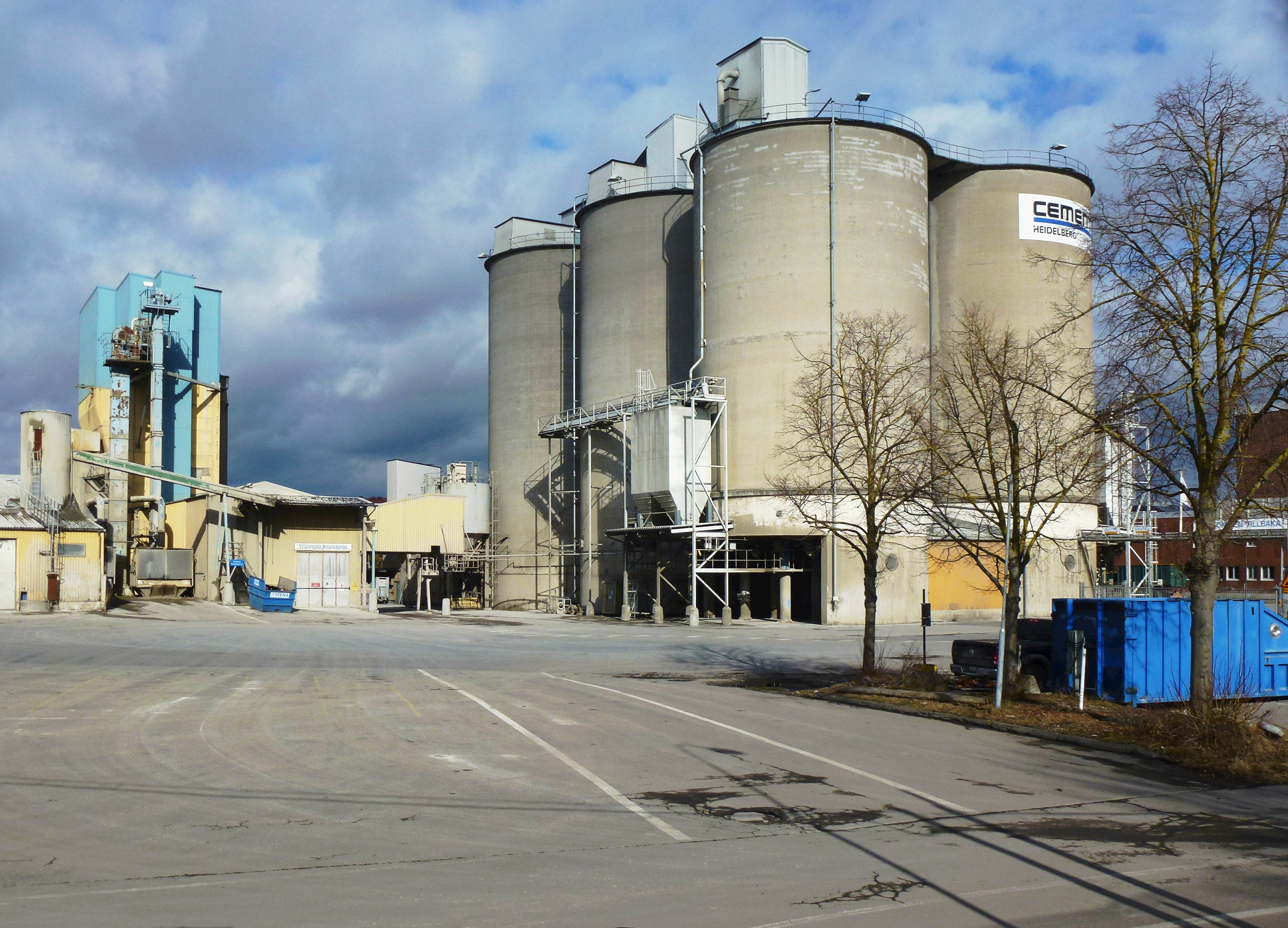
Depåområdet i mars 2015.
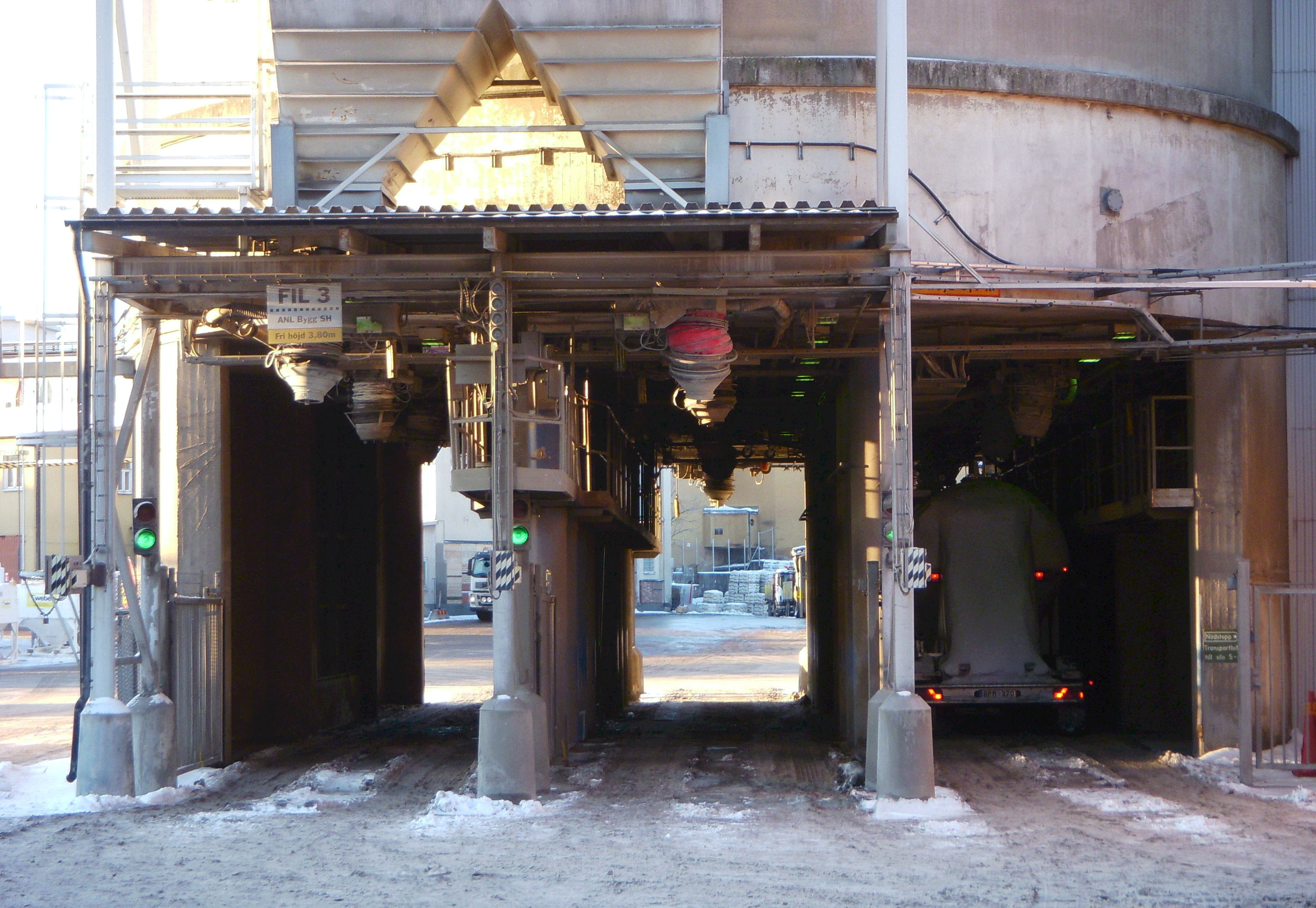
Automatisk påfyllningsstation, 2010.
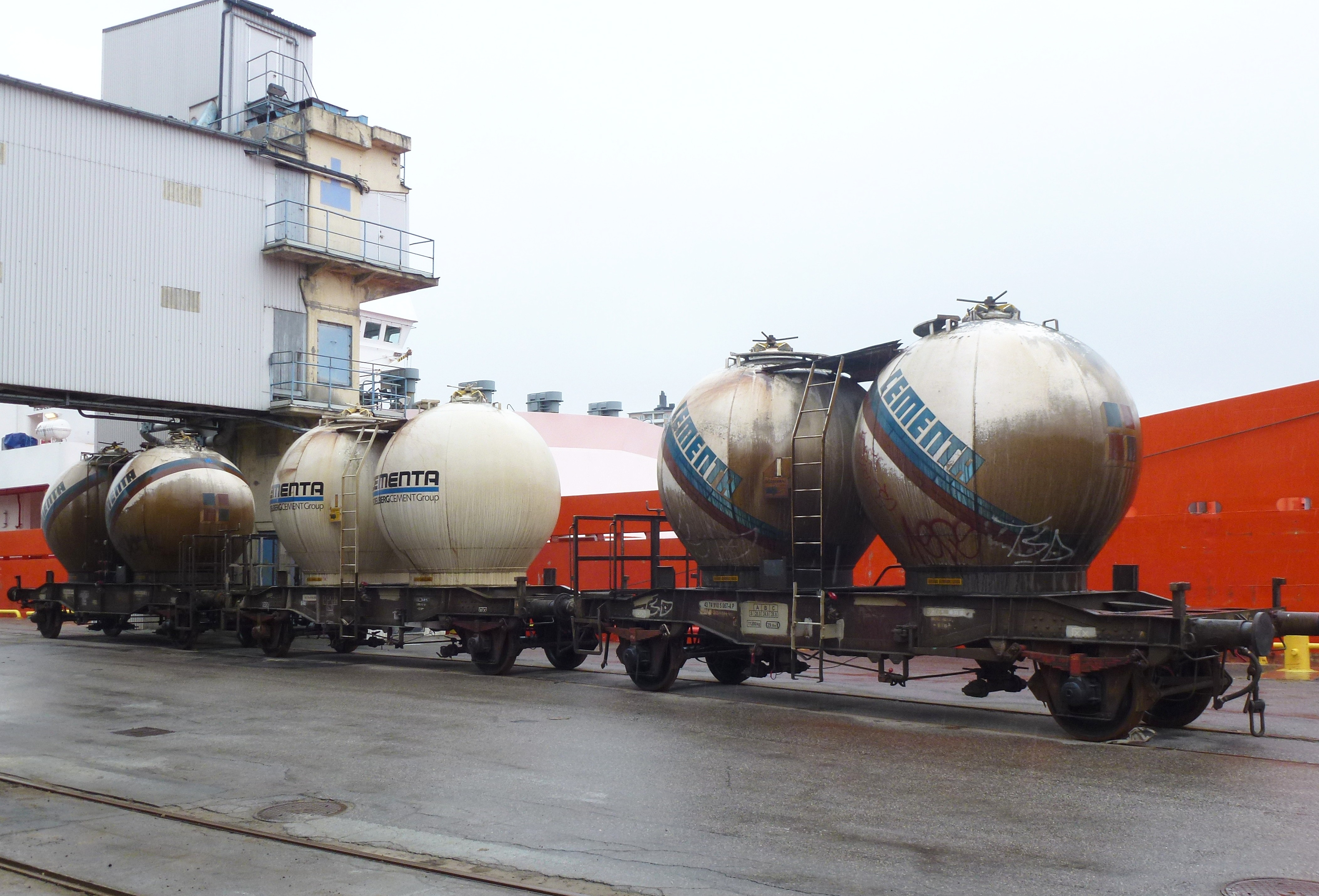
Godsvagnar för cement på kajen, 2015.
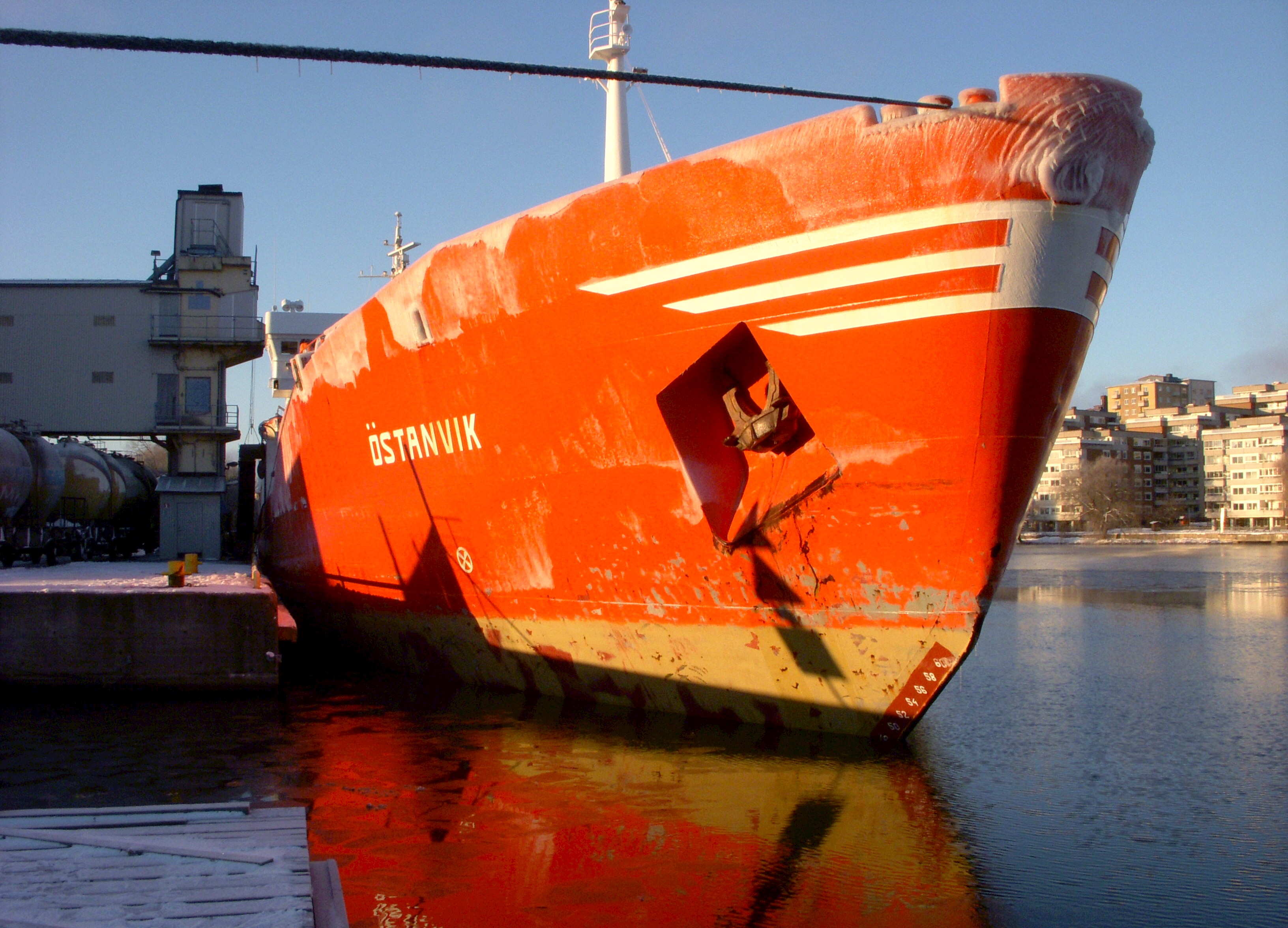
"M/S Östanvik" vid kaj, 2010.

## Avveckling
Lövholmen är tillsammans med Liljeholmen och Årstadal utpekat som ett stadsutvecklingsområde i översiktsplan ÖP 99. Sedan början av 2000-talet fördes diskussioner om att flytta Cementas verksamhet till Värtahamnen för att kunna utnyttja Cementas och angränsande industrifastigheter för bostadsexploatering. På våren 2020 pågick fortfarande verksamhet i en av de få kvarvarande strandnära industrierna i centrala Stockholm.
År 2014 såldes fastigheten Lövholmen 15 som består av ca 25 000 kvm mark, plus ett vattenområde i Liljeholmsviken, för cirka en miljard kronor till Besqab och Järntorget, som planerar bebyggelse med ungefär 600-800 bostäder. Efter en avvecklings- och omställningsfas kommer verksamheten att flyttas till ett industriområde vid Värtahamnen.

## Områdets byggnader
Husnummer enligt RAÄ:s bebyggelseregister.
| Bild | Byggnadstyp (ursprunglig användning)   | Fastighet           | Byggår    | Upphovsman                     | Kort beskrivning | RAÄ:s BBR-länk       |
| ---- | -------------------------------------- | ------------------- | --------- | ------------------------------ | --- | -------------------- |
|      | Personal- och verkstadsbyggnad         | Lövholmen 15, hus 1 | 1945-1948 | Gustaf Lettström               | Personal- och verkstadsbyggnad i hörnet Lövholmsgränd / Trekantsvägen uppfördes som kombinerad personal- och verkstadsbyggnad. I östra delen (två våningar) låg omklädnadsrum på bottenvåningen och på våning 1 trappa låg lunchrum samt en liten vaktmästarbostad. I östra delen (en våning) låg en maskinverkstad och en bilverkstad. | byggnadspresentation |
|      | Personal-, verkstads- och lagerbyggnad | Lövholmen 15, hus 2 | 1938-1941 | Gustaf Lettström (ombyggnader) | Byggnaden vid Trekantsvägen 2 uppfördes ursprungligen för Erik Ohlssons Sågverk. 1945-1949 genomfördes en ändring till kontorshus inför Skånska Cementaktiebolagets etablering på fastigheten. Tillbyggnad av bottenvåning för tvättrum, omklädningsrum för gångkläder och arbetskläder utfördes 1953. Ombyggnad för kontorshus skedde 1970. | byggnadspresentation |
|      | Silo-, våg- och packhus                | Lövholmen 15, hus 3 | 1945-1949 | Gustaf Lettström               | Silo-, våg- och packhuset är områdets huvudbyggnad och med sina sex höga cylindriska silon ett landmärke i Liljeholmen. Byggmästare och konstruktör var Skånska Cementaktiebolaget. Från början fyra silor utökades med två silor 1966. År 1989 tillkom ytterligare en silo i plåt, med transportör för torrbruk. Byggnaden är grönmärkt av Stadsmuseet. | byggnadspresentation |
|      | Kontor, fabrik, lager                  | Lövholmen 15, hus 4 | 1898-1899 | Gustaf Lettström (ombyggnader) | Byggnaden uppfördes 1896-1898 för A.W. Friestedts kemisk-tekniska fabrik och är därmed områdets äldsta bevarade byggnad. Efter Friestedts fabrik låg Erik Ohlssons sågverk och brädgård här. 1937-1940 skedde en "fullständig ombyggnad", bland annat en höjning med en våning till tre våningar för Limhamns Träindustrier AB. 1949 följde ombyggnad inför Skånska Cementaktiebolagets etablering på fastigheten. Huset innehöll då laboratorier, verkstad, lager, kontor, skyddsrum och en panncentral. Byggnaden är grönmärkt av Stadsmuseet. | byggnadspresentation |
|      | Kontor                                 | Lövholmen 15, hus 5 | 1898-1899 | Gustaf Lettström (ombyggnader) | Kontorshuset vid Lövholmsbrinken 2A uppfördes samtidigt med fabriksbyggnaden för A.W. Friestedts kemisk-tekniska fabrik och blev företagets kontor. Ombyggdes 1946 inför Skånska Cementaktiebolagets etablering på fastigheten. Därefter fanns i byggnaden kontorsrum i tre våningar samt en inredd vind med ritsal, ljuskopiering, mörkrum, arkiv och förråd. Mellan hus 4 och 5 finns en gångbrygga. Byggnaden är grönmärkt av Stadsmuseet. | byggnadspresentation |
|      | Kontor                                 | Lövholmen 15, hus 6 | 1955-1956 | Gustaf Lettström               | Kontorshuset vid Lövholmsbrinken 4 uppfördes i två våningar under ett sadeltak. Byggherre var Skånska Cementgjuteriet som byggde för Stockholms Siporexfabrik. Byggnaden innehöll bland annat flera ritsalar och kontorsrum. År 2010 öppnade världens första betonggalleri Concrete Art Gallery & Academy (CAGA) sina lokaler i huset. Byggnaden är grönmärkt av Stadsmuseet. | byggnadspresentation |
|      | Industri- och fabriksbyggnad           | Lövholmen 15, hus 8 | 1945-1946 | Gustaf Lettström               | Anläggningen ligger mot Liljeholmskajen och byggdes som murbruksfabrik av Skånska Cementgjuteriet för Karta & Oaxen Kalkbruk (sedermera Cementa). Under åren utfördes ett stort antal om- och tillbyggnader: 1954 tillkom en cementbehållare, 1962 en sandtorksanläggning, 1970 ett säckmagasin, 1979 tillbyggnad av lager åt söder och öster och år 2000 en tillbyggnad av magasin med kallager åt norr, för Optiroc AB. | byggnadspresentation |

## Referenser

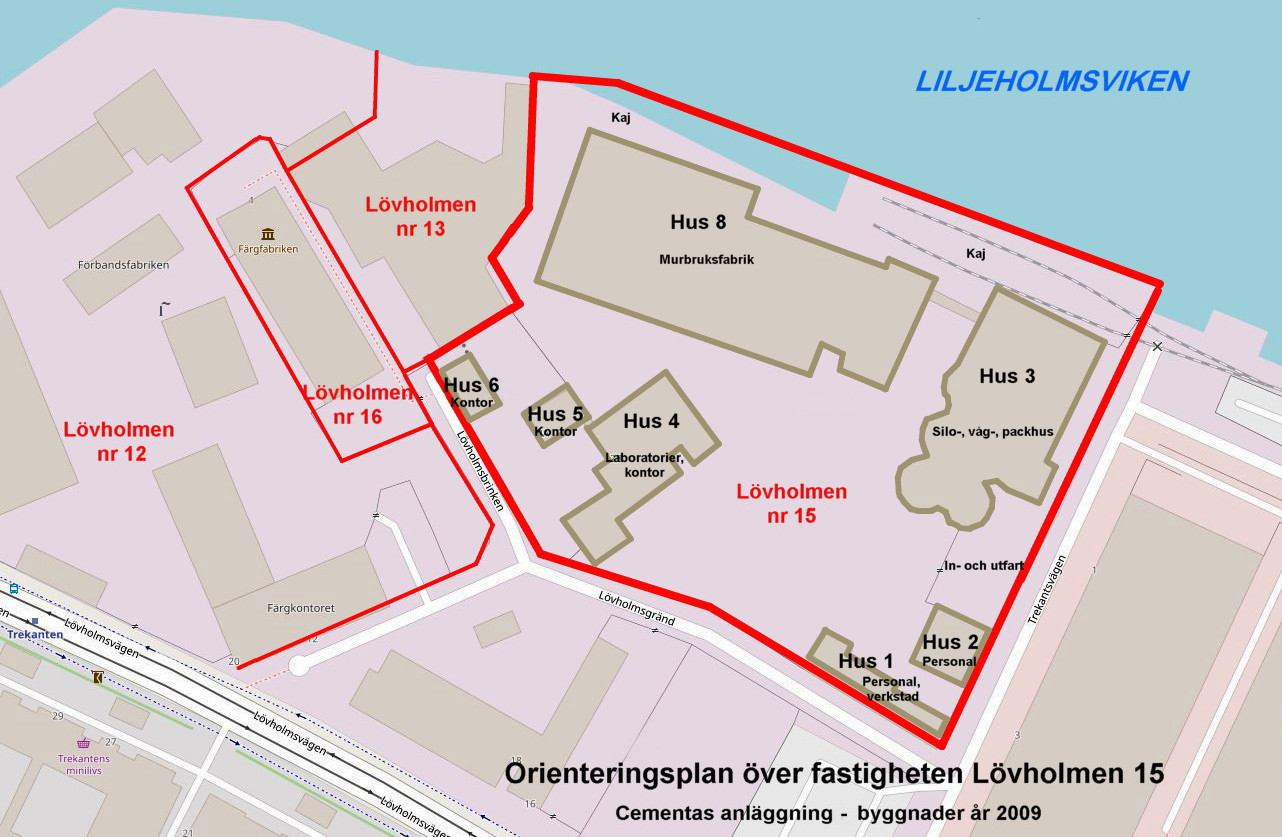
Orienteringsplan med bebyggelsen 2009.